# Octeville-sur-Mer
Octeville-sur-Mer é uma comuna francesa na região administrativa da Normandia, no departamento de Sena Marítimo. Estende-se por uma área de 20,33 km². Em 2010 a comuna tinha 6 108 habitantes (densidade: 300,4 hab./km²).